# O tugo jesenja
O tugo jesenja är debutalbumet från den montenegrinska sångaren Rambo Amadeus. Det släpptes år 1988 och innehåller 10 låtar. En ny version av albumet släpptes 1999 som innehåller ytterligare två låtar.

## Låtlista

### A-sida
1. "Vanzemaljac" – 3:30
2. "Fala ti majko" – 3:32
3. "Video" – 3:41
4. "Gaudeamus" – 1:48
5. "Životinjo mikroskopska" – 3:34

### B-sida
1. "Rambo Amadeus" – 3:16
2. "Rambo Amadeus (verzija II)" – 0:21
3. "Pilot babo" – 3:24
4. "Manijak" – 3:10
5. "Amadeus kolo" – 3:43

### Ny version (1999)
1. "Đede Niko" – 4:10
2. "Beton" – 3:56